# Тюремнов, Сергей Николаевич
Серге́й Никола́евич Тюре́мнов (1905—1971) — советский учёный-геоботаник, специалист по торфу; доктор биологических наук, профессор, действительный член Всероссийского ботанического общества, Всероссийского общества почвоведов, Русского географического общества, Московского общества испытателей природы.

## Биография
Родился 23 октября 1905 года в городе Вязники Владимирской области.
Окончил Московский государственный университет в 1925 году.
Исследованием торфяных болот занимался с 1926 года. Заведующий кафедрой торфяных месторождений Московского торфяного института (1937—1959).
С 1959 года — заведующий кафедрой геоботаники биолого-почвенного факультета МГУ. Разработал основы геологии и разведки торфяных месторождений, создал учебник по этой дисциплине. Поддерживал научные контакты с калининским торфяным институтом по подготовке кандидатов и докторов наук. Автор более 100 публикаций. Один из основоположников школы русских болотоведов.

## Основные труды
- Торфяные месторождения и их разведка, 1949.
- Торфяные месторождения, 1976.